# Europese kampioenschappen kleiduifschieten 1933
De Europese kampioenschappen kleiduifschieten 1933 waren kampioenschappen voor schutters in het kleiduifschieten. De vierde editie van de Europese kampioenschappen vond plaats in het Oostenrijkse Wenen.

## Resultaten
| Medaille | Schutter         | Team                                                                                  |
| -------- | ---------------- | ------------------------------------------------------------------------------------- |
| Goud     | Sándor Lumniczer | Pál Dóra Sándor Dóra Sándor Lumniczer András Montagh                                  |
| Zilver   | Pál Dóra         | Vlag van Oostenrijk · Vlag van Oostenrijk · Vlag van Oostenrijk · Vlag van Oostenrijk |
| Brons    | Sándor Dóra      | Vlag van Denemarken · Vlag van Denemarken · Vlag van Denemarken · Vlag van Denemarken |

1929 ·
1930 ·
1931 ·
1933 ·
1934 ·
1935 ·
1936 ·
1937 ·
1938 ·
1939 ·
1940 ·
1949 ·
1950 ·
1952 ·
1953 ·
1954